# 韩国国际广播电台
35°50′00″N 126°50′00″E / 35.83333°N 126.83333°E
韩国国际广播电台（中文简称韩广），是大韩民国的官方国际广播电台，也是韩国唯一面向世界，宣传韩国的多语种国际广播电台，隶属韩国放送公社（KBS）。

## 历史
- 韩国国际广播电台于1953年8月15日开播，当时以“自由大韩之声”（Voice of Free Korea）为名每天播出15分钟的英语广播。1961年更名为汉城国际广播电台（Seoul International Broadcasting），1973年更名为韩国广播电台（Radio Korea）。为了避免与在美国洛杉矶的Radio Korea电台（韩裔美国人设立的广播电台）混淆，1994年更名为韩国国际广播电台（Radio Korea International）。
- 1955年12月1日，日语中波广播开播，韩语广播于1957年9月2日开播，中文广播于1961年8月10日开播，其他语言的开播时间分别是：
  - 法语：1958年4月10日
  - 俄语：1961年2月13日
  - 西班牙语：1962年8月19日
  - 印尼语：1975年6月2日
  - 阿拉伯语：1975年9月10日
  - 德语：1981年5月1日
  - 葡萄牙语：1983年6月1日（1994年3月31日停播）
  - 意大利语：1985年6月1日（1994年10月31日停播）
  - 越南语：2005年3月3日
- 1975年9月10日，位于全罗北道金堤市的金堤发射台落成并投入使用，短波发射功率增大，改善了世界各地的收听效果。
- 1976年11月1日，韩国国际广播电台从南山国际放送局旧址搬至汝矣岛广播大楼至今。并更换新的开始曲《黎明》，由KBS交响乐团演奏。在各频率开台前播出调谐信号——全罗道民谣《鸟啊，鸟啊，青鸟啊》（새야 새야 파랑새야）的钟声，并使用该时段播出语言和韩语播出台呼。
- 1997年11月3日，韩国国际广播电台开通官方网站。

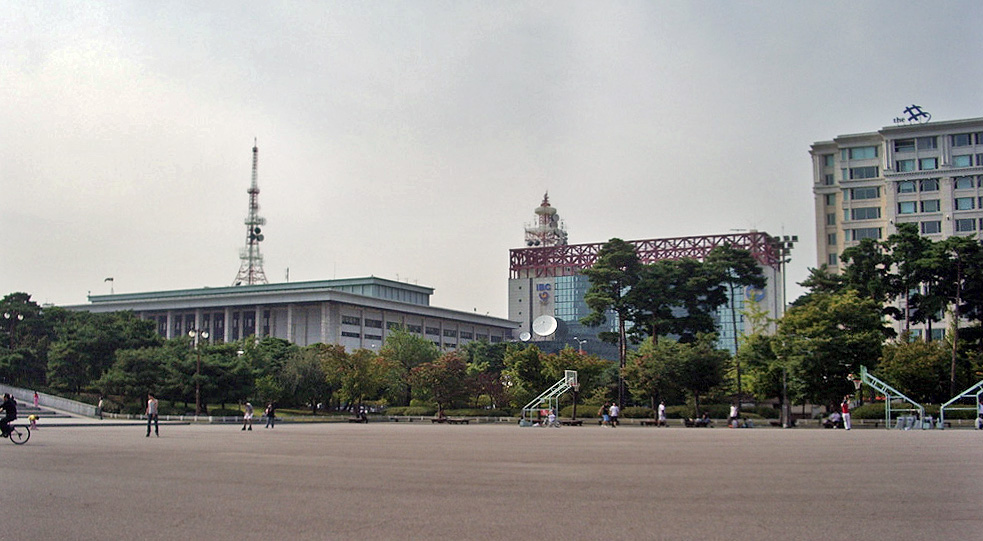
韩国国际广播电台总部大楼，也是韩国放送公社总部所在地

- 2005年3月3日，因应越南语广播开播，韩国国际广播电台的英文名称改为“KBS World Radio”，中文呼号不变。

## 节目
韩国国际广播电台目前共使用11种语言进行广播。
- 中文
- 印尼语
- 阿拉伯语
- 德语
- 越南语
- 英语
- 日语
- 韓語
- 法语
- 俄语
- 西班牙语

### 华语广播

#### 主要节目[1]
| - 新闻 - 今日首尔 - 看韩剧学韩语 - 韩广书斋，邀你一读 - 光复80年・韩国的记忆 | - 漫话国乐 - 韩流冲击波 - 聚焦韩半岛 - 听众信箱 - 时事焦点 |

#### 特别节目
- 《古韵遗音，美在日常——韩中传统音乐的今昔》 （页面存档备份，存于）（2014年KBS-CRI联合制作，共2集）

#### 中国语广播组工作人员[2]
- 金博：《新闻》、《时事焦点》、《聚焦韩半岛》、《今日首尔》、《听众信箱》、《看韩剧学韩语》等制作人
- 尹恩彬：《新闻》、《今日首尔》、《韩流冲击波》、《漫话国乐》、《光复80年・韩国的记忆》等制作人
- 顾丽莎：签稿人兼主持人
- 葛长钢：《新闻》撰稿人
- 徐明济：《聚焦韩半岛》撰稿兼主持人
- 洪义贤：《漫话国乐》撰稿人
- 全家霖：《时事焦点》主持人
- 于海峰：《新闻》主持人
- 葛静怡：《新闻》撰稿人
- 王婉灵：《今日首尔》、《光复80年・韩国的记忆》、《听众信箱》撰稿兼主持人
- 曹红梅：《今日首尔》主持人
- 郭素罗：《新闻》、《看韩剧学韩语》撰稿兼主持人
- 朴龙君：《韩流冲击波》、《今日首尔》撰稿兼主持人
- 朴利鑫：《漫话国乐》、《光复80年・韩国的记忆》主持人
- 边丽华：《今日首尔》主持人
- 牟芸卓：《今日首尔》撰稿人
- 王乐：《今日首尔》主持人
- 王夏月：《韩流冲击波》主持人
- 朴廷燿：听众来信负责人

#### 广播时间及频率[3]
| 時間        | 频率          |
| 07:00-08:00 | 7215kHz       |
| 19:00-20:00 | 1557kHz       |
| 19:30-20:30 | 6095、9770kHz |
| 20:30-21:30 | 6095kHz       |
| 21:00-22:00 | 1170kHz       |

- 频率表自2024年3月31日开始生效，时区为北京時間（UTC+8）。
- 从2019年11月11日起，租用台湾中央广播电台的云林口湖发射台通过1557kHz在北京时间19:00转播，以覆盖中国华南地区。

## 发射台
韩国国际广播电台在全罗北道金堤市和京畿道华城市各有一个发射台。金堤发射台于1975年启用，拥有中波发射机1部500千瓦，3部250千瓦发射机、4部100千瓦发射机和15架天线，主要面向亚洲大陆和东南亚地区转播韩广和加拿大国际广播电台以及英国BBC世界电台的节目（RCI、BBC的中文广播均已停播）。华城发射台则于1980年启用，主要对朝鲜播出KBS社会教育广播（现名KBS韩民族放送）的节目，1988年水原发射台关闭后，韩国KBS决定将原水原发射台的一部分设备搬到华城发射台开始播出国际广播节目。现有5部发射机，其中中波的发射机功率达到500千瓦。2007年1月因5975千赫、6135千赫、7275千赫的发射机老化，华城发射台短波部分也废止了，之后韩国国际广播电台只有金堤的发射台短波部分仍在运作中。到了2010年1月，华城的发射台恢复使用6015千赫，用100千瓦的发射功率向朝鲜播出韩国KBS韩民族放送；但华城发射台原来的5975、6135、7275千赫韩国国际广播电台的发射机仍未修复，许多听众提了无数次意见，KBS营运当局却无动于衷。